# ISO 31-1
ISO 31-1 a nemzetközi ISO 31 szabvány része, ami leírja a térhez és időhöz kapcsolódó fizikai mennyiségeket és mértékegységeket.
Ez a szabvány már elavult, a tartalma átdolgozásra került az ISO 80000 szabványba, ahol az ISO 80000-3 jelöléssel szerepel.
| Mennyiség             | Mennyiség                                                                        | Mértékegység                | Mértékegység | Mértékegység                                                                                            | Megjegyzés                                                                                        |
| Név                   | Jel                                                                              | Név                         | Jel          | Meghatározás                                                                                            | Megjegyzés                                                                                        |
| --------------------- | -------------------------------------------------------------------------------- | --------------------------- | ------------ | --- | ------------------------------------------------------------------------------------------------- |
| szög, (síkszög)       | α, β, γ, ϑ, φ                                                                    | radián                      | rad          | 1 rad = 1 m/m = 1                                                                                       |                                                                                                   |
| szög, (síkszög)       | α, β, γ, ϑ, φ                                                                    | fok                         | °            | 1° = π/180 rad                                                                                          | Nincs szóköz a számok és jelek között. A tizedesvesszős jelölés előnyösebb (12,5° 12°30' helyett) |
| szög, (síkszög)       | α, β, γ, ϑ, φ                                                                    | szögperc                    | ′            | 1′ = (1/60)°                                                                                            | Nincs szóköz a számok és jelek között. A tizedesvesszős jelölés előnyösebb (12,5° 12°30' helyett) |
| szög, (síkszög)       | α, β, γ, ϑ, φ                                                                    | szögmásodperc               | ″            | 1″ = (1/60)′                                                                                            | Nincs szóköz a számok és jelek között. A tizedesvesszős jelölés előnyösebb (12,5° 12°30' helyett) |
| térszög               | Ω                                                                                | szteradián                  | sr           | 1 sr = 1 m²/m² = 1                                                                                      |                                                                                                   |
| hosszúság             | l, L                                                                             | méter                       | m            | A méter a fény által vákuumban 1/299 792 458 másodperc alatt megtett távolság; lásd fénysebesség        |                                                                                                   |
| szélesség             | b                                                                                | méter                       | m            | A méter a fény által vákuumban 1/299 792 458 másodperc alatt megtett távolság; lásd fénysebesség        |                                                                                                   |
| magasság              | h                                                                                | méter                       | m            | A méter a fény által vákuumban 1/299 792 458 másodperc alatt megtett távolság; lásd fénysebesség        |                                                                                                   |
| mélység               | d, δ                                                                             | méter                       | m            | A méter a fény által vákuumban 1/299 792 458 másodperc alatt megtett távolság; lásd fénysebesség        |                                                                                                   |
| sugár                 | r, R                                                                             | méter                       | m            | A méter a fény által vákuumban 1/299 792 458 másodperc alatt megtett távolság; lásd fénysebesség        |                                                                                                   |
| átmérő                | d, D                                                                             | méter                       | m            | A méter a fény által vákuumban 1/299 792 458 másodperc alatt megtett távolság; lásd fénysebesség        |                                                                                                   |
| út hossza             | s                                                                                | méter                       | m            | A méter a fény által vákuumban 1/299 792 458 másodperc alatt megtett távolság; lásd fénysebesség        |                                                                                                   |
| távolság              | d, r                                                                             | méter                       | m            | A méter a fény által vákuumban 1/299 792 458 másodperc alatt megtett távolság; lásd fénysebesség        |                                                                                                   |
| koordináták           | x, y, z                                                                          | méter                       | m            | A méter a fény által vákuumban 1/299 792 458 másodperc alatt megtett távolság; lásd fénysebesség        |                                                                                                   |
| görbület sugara       | ϱ                                                                                | méter                       | m            | A méter a fény által vákuumban 1/299 792 458 másodperc alatt megtett távolság; lásd fénysebesség        |                                                                                                   |
| görbület              | ϰ                                                                                | méter reciprok              | m−1          | | ϰ=1/ϱ                                                                                             |
| terület               | A                                                                                | négyzetméter                | m²           | | A hektárt (1 ha = 100 a) a mezőgazdaságban használják.                                            |
| térfogat              | V                                                                                | köbméter                    | m³           | |                                                                                                   |
| térfogat              | V                                                                                | liter                       | l            | 1 l = 1 dm³                                                                                             |                                                                                                   |
| idő                   | t                                                                                | másodperc                   | s            | A másodperc a cézium-133 két hiperfinom energiaszintje közti sugárzás 9 192 631 770 periódusának ideje. | Lásd ISO 8601.                                                                                    |
| idő                   | t                                                                                | perc                        | min          | 1 min = 60 s                                                                                            | Lásd ISO 8601.                                                                                    |
| idő                   | t                                                                                | óra                         | h            | 1 h = 60 min = 3 600 s                                                                                  | Lásd ISO 8601.                                                                                    |
| idő                   | t                                                                                | nap                         | d            | 1 d = 24 h = 86 400 s                                                                                   | Lásd ISO 8601.                                                                                    |
| szögsebesség          | ω                                                                                | radián per másodperc        | rad/s        | | ω=dφ/dt                                                                                           |
| szöggyorsulás         | α                                                                                | radián per négyzetmásodperc | rad/s²       | | α=dω/dt                                                                                           |
| sebesség              | v (általános), c (hullámsebesség), u, v, w (a sebesség vektoriális összetevői c) | méter per másodperc         | m/s          | |                                                                                                   |
| gyorsulás             | a                                                                                | méter per négyzetmásodperc  | m/s²         | |                                                                                                   |
| szabadesés gyorsulása | g                                                                                | méter per négyzetmásodperc  | m/s²         | |                                                                                                   |